# Hanseforbundet
 Der er for få eller ingen kildehenvisninger i denne artikel, hvilket er et problem. Du kan hjælpe ved at angive troværdige kilder til de påstande, som fremføres i artiklen.

Hanseforbundet var en sammenslutning af nordeuropæiske byer, hovedsagelig tyske, i et handelsforbund. Det har fået navn efter det gamle tyske ord hanse, der betyder 'gruppe', 'følge' eller '(handels)selskab'. Hanseforbundet opstod i 1200-tallet omkring det rige Lübeck, der ved salt- og sølvhandel var den kapitalstærke hovedkraft.
Lübeck var også udskibningshavn for handelsruten til Hamborg, der i 1398 blev udbygget med den formodentlig ældste skibskanal i Europa: Stecknitzkanalen, der forbinder floden Trave med Elben.
Hanseforbundets medlemmer var købmændene, og de mødtes efter år 1356 jævnligt ved de såkaldte Hansedage, der oftest blev afholdt i Lübeck. Der blev oprettet kontorer i London, Brügge, Bergen og Novgorod.
Medlemmerne mødtes for at indgå handelsaftaler og for at træffe beslutninger om fælles problemer. Det betød ikke kun, at byerne fik stor politisk indflydelse, men også at de ved brug af blokader mod byer, der ikke var medlemmer, kunne gennemtvinge deres ønsker.
Der var omkring 70 byer, der var aktive medlemmer og ca. 100 byer passive medlemmer uden beslutningsret. Gennem forbedrede forretningsmetoder og ikke mindst på grund af udviklingen af koggen, en ny skibstype med en betydeligt større lasteevne, opstod et stort opsving i handelen, som de fuldstændig dominerede.
Da Hanseforbundet efterhånden opnåede monopol på handelen gennem Østersøen, kunne det drage betydelige fordele af handelen i hele Nordeuropa. Den udbytning kunne de nordiske riger ikke leve med, og især de danske konger førte hyppige og lange krige mod Hanseforbundet. Selv om forbundet stort set vandt hver gang, forsøgte byerne at forebygge krigene ved indblanding i interne, danske forhold.
Omkring 1400 begyndte de såkaldte Ummelandsfarere, hovedsagelig nederlandske og engelske købmænd, at sejle nord om Skagen. Herved brød de Lübecks monopol på østersøhandelen, og forbundet mistede efterhånden sin indflydelse, og mange meldte sig ud.
I 1669 afholdt de sidste byer i Hanseforbundet, Lübeck, Hamburg, Bremen, Danzig, Rostock, Braunschweig, Hildesheim, Osnabrück og Köln den sidste hansedag. Siden da har forbundet reelt været opløst.

## Historie

### Oprindelse
I middelalderens ældre og midterste periode var Gotland knudepunktet for handelen med Østeuropa. Øen blev derfor det første sted, hvor tyske købmænd i større tal slog sig ned. Allerede i begyndelsen af det 12. århundrede træffes de i Visby og fulgte i denne bys borgeres spor til de store russiske markeder i Novgorod, hvorfra de efterhånden fortrængte deres vejvisere. Snart fik de deres egen kirke der og et med denne forbundet »kontor« eller faktori, senere kaldet Peterhof, hvis styrelse dog var afhængig af de tyske købmænd i Visby. Disse havde en fast organisation, inden for hvilken de enkelte stæders borgere blev ledet af oldermænd, og allerede 1229 brugte denne korporation, der omfattede henved 30 stæder lige fra Utrecht og Köln til Reval og Riga, sit særlige segl. Ved midten af det 12. århundrede fik købmændene ligeledes fodfæste i England, idet det på denne tid tillodes kölnske og andre westfalske købmænd i London at stifte et kompagni, en "hanse", som det kaldtes, hvis midtpunkt var faktoriet Stahlhof. Ordet betegnede oprindeligt en skare eller en forening, senere gik det over til at betyde handelseneret, og for første gang træffer vi det her brugt om handelssammenslutninger i udlandet. Omkring hundrede år yngre er derimod forbindelsen med Flandern.

### Hanseforbundet udvides
I den ældre tid havde jævnsides med Visby de westfalske stæder med Köln i spidsen behersket handelen, men i løbet af det 13. århundrede måtte de vige pladsen for de i de germaniserede slaviske lande langs Østersøens sydkyst anlagte stæder og særlig for disses leder Lübeck. Dens gunstige beliggenhed, dens stilling som fri rigsstad, dens fortrinlige stadsret og ikke mindst dens borgeres energi og handelstalent gjorde den uimodståelig. Forgæves søgte Köln at holde den farlige rival ude fra London, men i 1267 tillodes det den at stifte en hanse. Sejren fulgtes imidlertid snart af en sammenslutning, og 1282 eksisterede der i England en »Alemanniens Hanse«. På lignende måde gik det i Flandern, hvor tyske købmænd 1252 fik det første fælles privilegium; dog spores her tydelig en tredeling inden for de ulige stæder, som holdt sig meget længe. Også Visby besejredes, da det trods dens modstand 1293 bestemtes, at der fra Novgorod kun måtte appelleres til Lübeck. Det tyske købmandskompagni i Visby, »Gotlandsfarerne«, tabte lidt efter lidt sin betydning, og omkring år 1300 stod østersøstæderne, ledede af Lübeck, som førende for alle nordtyske købmænd i udlandet.

### Samvirket udbygges
Af ikke mindre betydning for Hanseforbundets udvikling end de allerede nævnte kompagniskaber var en række byforbund, sluttede for at regulere møntvæsenet og mellemhandelen, for at beskærme territoriet eller sikre landefreden, stundom også mod ydre fjender. Klassiske er i så henseende de talrige forbund mellem stæderne i landet mellem Elbens, Traves og Oders mundinger. Disse såkaldte »slaviske« eller »vendiske« stæder, af hvilke Wismar, Rostock, Stralsund og Greifswald var de betydeligste, stod i det nøjeste forhold til Lübeck, hvis stadsret de alle havde antaget, og med hvem de fra midten af 13. århundrede var forenede ved en række forbund. I fællesskab optrådte således »søstæderne«, som de hyppig kaldtes, i krig med Norge (fra 1284), hvor de kort i forvejen havde vundet indpas. Vigtigt var det også, at Lübeck fra gammel tid stod på god fod med Hamburg: en 1241 mellem disse byer sluttet traktat angående forbindelsesvejen gennem Holsten regnedes længe for den kim, hvoraf Hanseforbundet havde udviklet sig, men undersøgelser har godtgjort dens rent lokale betydning. Forbindelsen mellem de ulige stæder synes at være bleven noget løsnet i begyndelsen af det 14. århundrede, men den strammedes atter hen imod århundredets midte, hvor man for første gang træffer udtrykket »Hanse« brugt om sammenslutningen mellem alle nordtyske stæder i udlandet.
Snart fik købmændene for alvor lejlighed til at prøve deres kræfter, da Valdemar Atterdag i 1361 erobrede Visby. Efter en første lidet heldig krig (1361—1365) sluttedes 1367 den berømte "konføderation" i Köln mellem henved 70 stæder (de »seven und seventig Hensen«), den første, og egentlig den eneste, store fællesaktion, hvortil forbundet nogensinde drev det. Ved fredsaftalen i Stralsund (1370) opnåede man blandt andet til garanti for privilegiernes overholdelse at få Vestskåne med ⅔ af toldintraderne i pant på 15 år. Denne fred betegner højdepunktet af den magt, stæderne nogensinde nåede, men de mægtede ikke at hævde den store politiske indflydelse, de havde vundet i Norden, som de derimod handelsmæssigt endnu i lang tid vedblev at beherske.

### Organisering og indre svækkelse
Köln-forbundet blev af den største betydning for Hanseforbundet. Det bestod længe efter krigens slutning, og ofte tænkte man på at gøre det permanent, omdanne det til en art forfatning. Hanseforbundets hele udviklingsmåde og karakter gav det dog et ret løst og usammenhængende præg. Der fandtes vel en fælles organisation, men kun under store kriser — og knapt nok da — bøjede man sig for den og optrådte i fællesskab. Territorialt deltes forbundet fra første færd i 3 grupper eller »drittel’er: den westfalsk-preussiske med Köln, den lübske, omfattende de vendiske og pommerske stæder, med Lübeck, og den gullandsk-livlandske med Visby som midtpunkt. I det 16. århundrede afløstes tredelingen af en firdeling i »kvarterer«, hvor Köln, Braunschweig, Lübeck-Hamburg og Danzig, der havde arvet en del af Visbys magt, optrådte som ledere for henholdsvis den westfalske, sachsiske, vendiske og preussisk-livlandske del.
I reglen een gang årligt mødte repræsentanter for de enkelte stæder — dog langtfra alle — på »hansedage«, hvor der fattedes fælles beslutninger, »recesser«, som de kaldtes fra omkring 1360. Overtrædelse af disse straffedes med udstødelse af forbundet, »Verhansung«, og de fælles udgifter til krig og lignende dækkedes af en i stæderne opkrævet udførselsafgift, »pundtolden«, der vist nok første gang forekommer 1361. Beslutningerne var dog kun handelsmæssigt og ikke politisk bindende for medlemmerne, og i det hele taget var forbundets karakter udpræget fredelig: de enkelte stæder, ikke forbundet, optræder som krigsførende, således over for Danmark særlig de vendiske. Det var en ren og skær købmandsforening, der kun yderst nødig greb til våben, idet man foretrak at ramme fjenden med handelsspærringer. »Det gå, som det vil«, hedder det engang på et kritisk tidspunkt, »orloge ville vi ikke«. Ligeså lidt blandede det sig, som eksempelvis de sydtyske stæder, i Tysklands indre politik. Lübeck stod, om end ikke uanfægtet, stadig som den egentlige leder. Der holdtes de fleste hansedage, der opbevaredes arkivet, og derfra besørgedes en stor del af korrespondancen.
Faste stationer i udlandet var de såkaldte »kontorer« eller stabelpladser i Novgorod (Peterhof), Bergen, London (Stahlhof) og Brügge. I disse faktorier levede købmændene næsten i klosterlig tugt og ugifte (»pebersvende«), mens strenge love på det nøjeste regulerede forholdet til byens borgere og bandt handelen. Var kontoret i Bergen end det yngste (fra midten af det 14. århundrede), blev det vel nok det sted, hvor Hansaen bed sig bedst fast, og i det hele taget led Norden stærkt under dens handelstyranni, der måtte hemme fremvæksten af en national borgerstand eller knuse de spirer til en sådan, der allerede fandtes. Størst synes deres indflydelse at have været i Sverige: Stockholm regnedes således en tid med til forbundet, og i flere af byerne skulle halvdelen af byrådets medlemmer være tyskere. Det land, med hvilket de trådte i den livligste politiske forbindelse, var dog Danmark, der jo beherskede færdselsvejene mellem Nordsøen og Østersøen. Foruden dette, der især over for de vendiske stæder måtte give dets politik stor betydning, kom også de store, med sildefiskerierne forbundne markeder, der holdtes ved Skanør og Falsterbo mellem Jakobsdag og Mikkelsdag (25. juli — 29. september), og i hvilke så godt som alle kystbyerne deltog.

### Højdepunkt og indre splittelse
Hansaforbundets blomstringsperiode faldt i 13. og 14. århundrede Og allerede da begyndte de første opløsningsspirer at vise sig indefra, idet byernes lavere befolkning, håndværkslavene, rejste sig mod det hidtil enevældige købmandspatriciat og ofte tiltvang sig adgang til byrådet. De indre uroligheder, der hyppig antog en blodig karakter, måtte svække stædernes kraft, men langt farligere blev stridigheder mellem de enkelte dele af hvilke, det vidtstrakte forbund var sammensat, og hvis interesser ofte måtte være hinandens diametralt modsatte. I Novgorod stredes således de vendiske stæder med de livlandske, men sammen gik man mod preusserne, der en tid lang helt brød ud og dannede et særkontor i Kovne. Af ulige større dimensioner var dog striden mellem østersøbyerne, »Østerlingerne«, og de nederlandske byer eller »Zuydersø-stæderne«, hvem de førstnævnte ville holde ude fra den indbringende fragtfart på Østersøen, handelen på Bergen og de skånske markeder. Flere gange i løbet af det 15. århundrede kom det til åben fejde mellem de to grupper, men lidt efter lidt vandt Nederlandene dog frem, især efter at de havde fået en stærk støtte i det mægtige hertugdømme Burgund, i hvilket de 1432 indlemmedes. Thi Hanseforbundets akilleshæl var misforholdet mellem deres handelsmæssige og politiske magt, og fra de tyske fyrster var der ingen hjælp at hente, tværtimod betragtede byerne dem snarere som deres svorne fjender. Derfor mægtede de ikke at hævde deres overlegne stilling over for det kraftigere nationale kongedømme, der i løbet af 15. og 16. århundrede skabtes i Nord- og Vesteuropa, og hos hvilket borgerstanden fandt støtte.
Ivan 3. af Moskva erobrede i 1474 Novgorod og lukkede i 1494 Peterhof, og selv om det genåbnedes i 1514, var dets glans dog forsvundet. I Danmark begyndte en mere planmæssig modstand mod de vendiske stæder og en dertil svarende begunstigelse af nederlændingene først under Hans og Christian 2. En kortvarig triumf opnåede de vel ved denne konges fordrivelse 1523, men Gustav Vasa ophævede deres privilegier i Sverige, og Jørgen Wullenwevers dristige forsøg på gennem Grevens Fejde atter at skaffe Lübeck overmagten i Norden og knuse nederlændernes konkurrence led skibbrud. 1560 ophævedes kontorets monopol i Bergen, hvor købmændene havde huseret slemt. Derved frigaves de vigtige nordlandsfiskerier, og selv om stæderne end stadig beholdt ret store privilegier i Danmark og Norge, var deres handelsenevælde dog brudt. Modsat i Norden fandtes der fra ældre tid en ret kraftig borgerstand i England, og fra 15. århundrede gjorde de engelske Merchant adventures hanseaterne rangen stridig. Under tudorernes stærke styre bortfaldt det ene af deres privilegier efter det andet, indtil dronning Elisabeth 1. lukkede Stahlhof. Også de sydtyske byer, der stod i livlig forbindelse med Italien, senere tillige med Spanien og Portugal, blev farlige konkurrenter, og Antwerpen, hvor handelen ikke hemmedes af et kontor, afløste Brügge som stabelplads for indiske og oversøiske varer. 1545 flyttedes kontoret endog derhen, men Scheldespærringen under den nederlandske frihedskrig ødelagde for en tid alt handelsliv. Hertil kom endelig, at verdenshandelen ved de store opdagelser i det 15. århundrede ledtes ind på nye baner og hurtig faldt i hænderne på Hansaforbundets værste fjender, hollænderne og englænderne, mens de selv på en undtagelse nær — Hamburg — på grund af deres noget afsides beliggenhed og begyndende stagnation ikke magtede at tage kampen op.

### Nedturen
Efter midten af 16. århundrede førte Hanseforbundet derfor i det hele en hensygnende tilværelse. 1604 ydede kun 14 stæder bidrag, og forsøgene på at skabe en forbundskasse og der igennem en fastere organisation måtte opgives i 1614, efter at man i 1609 mistroisk havde afvist et forbundsforslag fra de nederlandske fristater. Trediveårskrigen gav stædernes velstand dødsstødet, og om end der 1628—1629 var planer oppe om et stort spansk-hanseatisk handelsforbund, og 11 af forbundets privilegier anerkendtes ved den Westfalske Fred i 1648, bestod det faktisk kun af de tre fristæder Lübeck, Hamburg og Bremen, der endnu stadig førte titlen hansestad.
Uden nogensinde formelt at være ophævet må Hanseforbundet dog siges at ophøre 1669, da der holdtes den sidste, yderst svagt besøgte hansedag.

## Tidslinje for Hanseforbundet
- 1356 Sandsynligvis den første hansedag på rådhuset i Lübeck
- 1361 Krigserklæring mod Danmark
- 1367 Kölnføderationen: Optagelse af prøjsiske, livlandske, vendiske, nederrhinske og hollandske byer, men ikke Bremen og Hamburg
- 1370 Freden i Stralsund
- 1388 Handelsembargo i England, Flandern og Rusland
- 1398 Stecknitzkanalen bygget
- ca. 1400 Ummelandsfarere
- 1418 Lübeck "Hanseforbundets hoved"
- 1427 Vendisk-saksisk forbund mod den danske konge, Erik af Pommern, omfattende Aschersleben, Braunschweig, Einbeck, Goslar, Halberstadt, Hamburg, Hameln, Hannover, Helmstedt, Hildesheim, Lübeck, Lüneburg, Magdeburg og Quedlinburg
- 1474 Freden i Utrecht
- 1506 Segeberg-aftalen
- 1507 Freden i Nykøbing
- 1536 Freden i Hamburg mellem Lübeck og Christian III
- 1557 63 byer indgår aftalen om vedvarende konføderation
- 1629 Lübeck, Bremen og Hamburg får tilsammen den daglige ledelse af Hanseforbundet
- 1669 Sidste hansemøde

## Hanse i dag
Betegnelsen "Hanse" går stadig igen i Tyskland den dag i dag, hvilket bl.a. kan ses på nummerpladerne på biler. I Tyskland starter en nummerplade med en forkortelse for byens navn, og Hamburg har betegnelsen HH, hvilket står for Hansestadt Hamburg. Tilsvarende for nogle af de øvrige "hansebyer":
- Bremen (HB)
- Greifswald (HGW)
- Lübeck (HL)
- Rostock (HRO)
- Stralsund (HST)
- Wismar (HWI)